# 1453 Fennia
1453 Fennia eller 1938 ED1 är en asteroid upptäckt 8 mars 1938 av den finske astronomen Yrjö Väisälä vid Storheikkilä observatorium. Asteroiden har fått sitt namn efter det latinska namnet på det nordeuropeiska landet Finland.
Ljuskurvor antyder att asteroiden är sfärisk.

## Måne
Utifrån ljuskurvestudier i maj 2007 hittade B. D. Warner et al en måne med en omloppstid på 22,99 timmar. Diametern är cirka 2,0 km. Medelavståndet mellan månen och huvudkroppen är 16 km.